# Carlo Bestetti
Carlo Emilio Mansueto Bestetti (Milano, 28 settembre 1934 – Milano, 11 aprile 1987) è stato un editore italiano.

## Biografia
Carlo Bestetti, nato a Milano, è stato un editore d'arte del Novecento, continuando la tradizione editoriale della famiglia Bestetti.
Fu tra gli amministratori dell'Istituto sieroterapico milanese, diretto dal padre Renato Bestetti, ma vi rinunciò per amore dell'arte, così come rinunciò a sostituire il padre alla guida dell'azienda di famiglia, la Manzoni Industrie Farmaceutiche; tutto ciò per subentrare all'attività editoriale del nonno Emilio, rinominando la Emilio Bestetti Edizioni d'Arte  in Carlo Bestetti Edizioni d'Arte.
Bestetti pubblicò numerosi libri d'arte, senza tralasciare le arti minori; per lui lavorarono alcuni dei più famosi pittori dell'arte italiana, tra cui Giorgio de Chirico, a cui fece sviluppare numerose illustrazioni uniche, con cui strinse legame di amicizia.
Venne tumulato nel 1987 presso il Cimitero Monumentale di Milano.